# 聖卡洛斯 (亞利桑那州)
聖卡洛斯（英語：San Carlos）是位於美國亞利桑那州希拉縣的一個人口普查指定地區。根據2010年美國人口普查，該地人口為5288人，而該地的面積約為22.23平方千米。

## 地理
聖卡洛斯的座標為33°21′04″N 110°27′08″W / 33.35111°N 110.45222°W，而該地最高點為海拔高度801米（即2650英尺）。